# Sarco

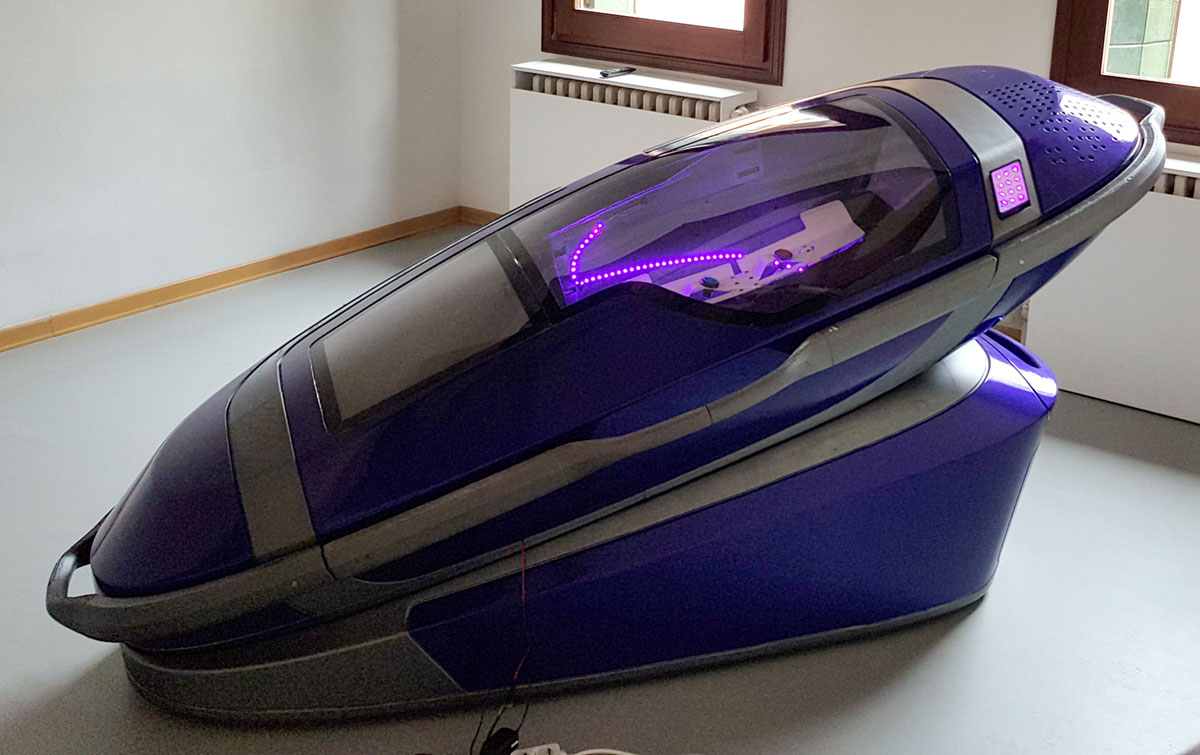
Il dispositivo Sarco

Il Sarco, talvolta chiamato Sarco Suicide Pod, è un dispositivo per suicidio assistito costituito da una capsula removibile, stampata in 3D, montata su un supporto avente al suo interno un contenitore di azoto liquido, utile a suicidarsi attraverso l'asfissia da gas inerte. Viene utilizzato in combinazione con un gas inerte, l'azoto, che previene il panico, il senso di soffocamento e la lotta precedenti alla caduta in uno stato di incoscienza, ovvero tutti quei meccanismi facenti parte della risposta del corpo all'ipercapnia, che sarebbero invece causati da un aumento della concentrazione di anidride carbonica nel sangue.
Il Sarco, il cui nome deriva da un'abbreviazione di "sarcofago", è stato inventato dall'attivista e sostenitore dell'eutanasia Philip Nitschke nel 2017. Nel 2021, Nitschke ha dichiarato di aver cercato e ricevuto consulenza legale sulla legalità del dispositivo in Svizzera, paese che nel dicembre 2021 ne ha legalizzato l'utilizzo.

## Storia
Il suicidio ottenuto attraverso un dispositivo Sarco è un'evoluzione della morte per ipossia che si ottiene dal cosiddetto sacco del suicidio, il componente di un dispositivo costituito da un grande sacchetto di plastica con un cordoncino usato per suicidarsi per asfissia da gas inerte. Secondo un sondaggio, molte persone non prenderebbero in considerazione quest'ultimo metodo di suicidio per motivi estetici o per paura di essere colti da un attacco di claustrofobia. Con il Sarco, Nitschke si era quindi posto l'obiettivo di trovare una soluzione a quello che lui chiama "fattore sacco del suicidio".
Dopo la realizzazione del prototipo, nel 2017, il Sarco è stato esposto in diverse manifestazioni in tutto il mondo a partire dall'Australia, patria del fondatore, suscitando sempre curiosità e polemiche. Tra le mostre che ne hanno visto l'esposizione compare anche l'italiana Venice Design 2019, svoltasi a palazzo Michiel dalle Colonne dove, a maggio, il Sarco è stato posto in una saletta riservata per non urtare la sensibilità del pubblico.

### Progetto e realizzazione
La realizzazione del progetto del dispositivo è nata da una collaborazione tra Nitschke e il designer industriale olandese Alexander Bannink.
La capsula Sarco è stampata in 3D in sezioni che misurano 1 000 × 500 × 500 millimetri, inoltre il software di progettazione consente di realizzare dispositivi di diverse dimensioni in base alle dimensioni del cliente. Nitschke ha affermato che il design è stato pensato per far assomigliare la capsula a un'astronave, così da dare agli utenti la sensazione di stare per affrontare un viaggio verso il "grande oltre".
Nel 2018, l'inventore ha anche dichiarato di voler presto rendere i progetti open source.

## Procedimento
Nelle intenzioni dell'inventore, in futuro l'accesso al Sarco potrebbe essere controllato da un test online per valutare la salute mentale del candidato utilizzatore e il fatto che la scelta del suicidio sia stata da lui presa autonomamente e senza alcuna costrizione. In caso di passaggio del test, il candidato riceverebbe quindi un codice di accesso a un dispositivo Sarco valido per 24 ore.
La capsula Sarco è dotata di vetri che possono essere oscurati o rimanere trasparenti. Quest'ultima opzione è stata pensata anche per fornire all'utilizzatore la possibilità di far trasportare il dispositivo in un luogo in cui poter godere della vista desiderata prima di morire, secondo quanto affermato da Nitschke, infatti, "il luogo in cui si muore è certamente un fattore importante".
La capsula di Sarco prevede una rapida diminuzione del livello di ossigeno pur mantenendo il livello di anidride carbonica costantemente basso. All'attivazione, 4 litri di azoto liquido vengono fatti vaporizzare e immessi poi nella capsula, facendo silenziosamente scendere il livello di ossigeno a meno del 5% in meno di un minuto. Secondo Nitschke, la sensazione provata dall'occupante sarà al massimo quella di una lieve vertigine, che sarà però presto sostituita dall'incoscienza e infine dalla morte. Una volta iniziato il procedimento, l'utilizzatore può interromperlo quando vuole, premendo semplicemente il pulsante "Stop".
Il dispositivo è stato pensato anche come bara, poiché la capsula può essere rimossa dal basamento e utilizzata per inumare il defunto senza bisogno di rimuoverne il corpo da dentro.

## Critiche
Il dispositivo ha sollevato diverse critiche, nella maggior parte dei casi i critici hanno descritto il dispositivo come "solo una camera a gas glorificata", mentre altri hanno sollevato preoccupazioni sul fatto che stia magnificando e spettacolarizzando il suicidio.